# Dave Turcotte
Pour les articles homonymes, voir Turcotte.
Vous pouvez aider à l'améliorer ou bien discuter des problèmes sur sa page de discussion.
- Il ne cite pas suffisamment ses sources. Vous pouvez indiquer les passages à sourcer avec {{référence nécessaire}} ou {{Référence souhaitée}}, et inclure les références utiles en les liant aux notes de bas de page. (Marqué depuis juin 2017)
- Il contient une ou plusieurs listes. Le texte gagnerait à être rédigé sous la forme d’un ou plusieurs paragraphes synthétiques, afin d’être plus agréable à lire. (Marqué depuis juin 2017)

- Archive Wikiwix
- Bing
- Cairn
- DuckDuckGo
- E. Universalis
- Gallica
- Google
- G. Books
- G. News
- G. Scholar
- Persée
- Qwant
- (zh) Baidu
- (ru) Yandex
- (wd) trouver des œuvres sur Wikidata

 (octobre 2022).
Dave Turcotte est un homme politique québécois né le 21 mai 1983 à Longueuil. 
À l'élection générale québécoise de 2008, il est élu, sous la bannière du Parti québécois, député de Saint-Jean à l'Assemblée nationale du Québec. Lors de l’élection générale québécoise de 2012, il est réélu pour un deuxième mandat dans le gouvernement Pauline Marois où il agira à titre de Whip adjoint du gouvernement du Québec. Lors de l’élection générale québécoise de 2014, il obtient un troisième mandat, alors que le Parti québécois forme l’opposition officielle de la 41e législature du Québec.

## Biographie
- Si vous ne connaissez pas le sujet, laissez ce bandeau (vous pouvez alors contacter les auteurs).
- Si vous supprimez le contenu mis en cause (vous pouvez préalablement contacter les auteurs),

argumentez précisément cette suppression dans la page de discussion
(un manque de référence n'est pas un argument ; une recherche réelle de référence doit avoir été effectuée, être formellement documentée).
Dave Turcotte est un homme politique québécois, militant pour l'indépendance du Québec. Il s'engage à 16 ans au sein du Parti québécois et de son aile jeunesse, le Comité national des jeunes du Parti québécois. Au fil des années, il y occupe divers postes électifs, dont ceux de président du Parti québécois de la circonscription de Saint-Jean, de président du Comité régional des jeunes de la Montérégie et de président du Parti québécois de la Montérégie. En 2001 et 2002, il s’implique activement dans six instances différentes au sein du Parti québécois. Durant ces mêmes années, il est adjoint de circonscription pour le député bloquiste de Saint-Jean, Claude Bachand, jusqu’en 2006, avec une brève interruption entre 2002 et 2003.
En 2002, il a créé sa première entreprise Multi-Service Dave Turcotte tout en débutant des études à l’Université de Montréal. Il est titulaire d’un baccalauréat bidisciplinaire en communication et politique, en 2005. En 2006, il lance une nouvelle entreprise, l’Agence de communication COMPLUS. En 2007, il se présente comme candidat pour le Parti québécois dans la circonscription de Saint-Jean.
À l'élection générale québécoise de 2008, Dave Turcotte remporte l’élection avec 914 voix de majorité. Dès lors, il devient le plus jeune député élu de la circonscription de Saint-Jean et l’un des plus jeunes députés de l’histoire de l’Assemblée nationale du Québec. Entre 2008 et 2012, au sein de l’opposition officielle, il occupe à tour de rôle les postes de deuxième whip adjoint, de responsable du dossier de la relève au Québec, de porte-parole en matière de formation professionnelle, d’éducation des adultes et d’alphabétisation et de porte-parole en matière d’Emploi, de Solidarité sociale et de lutte contre la pauvreté.
À l’élection générale québécoise de 2012, Dave Turcotte l'emporte par une majorité de 3847 voix. Le 19 septembre 2012, il est nommé whip adjoint du gouvernement Pauline Marois, ce qui en fait le plus jeune whip adjoint du gouvernement à l’Assemblée nationale du Québec. En plus de ses fonctions de conseiller-député au Conseil exécutif national du Parti québécois, il est le député organisateur du parti.
À l’élection générale québécoise de 2014, Dave Turcotte remporte l’élection, obtenant ainsi à trois reprises consécutives un mandat des électeurs de la circonscription de Saint-Jean, une première depuis plus de 50 ans pour cette circonscription électorale. De 2014 à 2016, au sein de l’opposition officielle, il occupe successivement les postes de porte-parole en matière d’emploi et de solidarité sociale, d’économie sociale, de lutte à la pauvreté,  de formation professionnelle, d’éducation des adultes et d’alphabétisation et de la jeunesse et de responsable de la région de la Montérégie. Depuis le 14 octobre 2016, il est porte-parole de l’opposition officielle en matière de services sociaux et de protection de la jeunesse. Puis, le 20 février 2017, il est nommé porte-parole de l’opposition officielle pour les dossiers touchant l’industrie du médicament. Il est également porte-parole de l’opposition officielle responsable de la région du Centre-du-Québec. Il est défait à l'élection générale de 2018.

## Vie après la politique
Dave Turcotte s'implique au sein du Cercle des ex-parlementaires de l'Assemblée nationale du Québec en tant que président du comité des archives et objets de mémoire.

## Profil académique
- Baccalauréat bidisciplinaire en communication et politique, Université de Montréal (2005)
- Diplôme d'études collégiales, Cégep Saint-Jean-sur-Richelieu (2002)

## Expérience professionnelle
- Propriétaire de l'Agence de communications COMPLUS (2006-2008)
- Adjoint de circonscription de Claude Bachand, député du Bloc québécois de Saint-Jean (2001-2002 et 2003-2006)
- Propriétaire de Multi-service Dave Turcotte (2002-2005)

## Expérience politique
- Directeur  du bureau de Christine Normandin, députée de Saint-Jean à la Chambre des communes[4]
- Président du Parti québécois de la Montérégie (2007-2008)
- Porte-parole politique du Parti québécois de Saint-Jean (2007)
- Président du Parti québécois de Saint-Jean (2002-2007)
- Vice-président aux affaires politiques du Parti québécois de la Montérégie (2006-2007)
- Président du Comité des jeunes du Parti québécois de la Montérégie (2004-2006)
- Vice-président du Comité des jeunes du Parti québécois de la Montérégie (2001-2004)
- Responsable de l'animation politique du Parti québécois de la Montérégie (2003-2004)
- Conseiller à l'exécutif national du Forum jeunesse du Bloc québécois (2002-2004)
- Responsable des communications du Parti québécois de Saint-Jean (2002)
- Président du Comité étudiant du Parti québécois du Cégep Saint-Jean-sur-Richelieu (2001-2002)
- Secrétaire du Bloc québécois de Saint-Jean (2001-2002)
- Représentant des jeunes du Bloc québécois de Saint-Jean (2001-2002)
- Président de l'Association des jeunes bloquistes de Saint-Jean (2001-2002)
- Président du Forum jeunesse du Bloc québécois de la Montérégie (2001-2002)
- Représentant des jeunes du Parti québécois de Saint-Jean (2000-2002)

Expérience électorale au Parti québécois dans Saint-Jean
- Candidat dans la circonscription de Saint-Jean (2014)
- Candidat dans la circonscription de Saint-Jean (2012)
- Candidat dans la circonscription de Saint-Jean (2008)
- Candidat dans la circonscription de Saint-Jean (2007)
- Directeur adjoint d'organisation de campagne (2003)
- Responsable de la sollicitation et du pointage (2003)
- Responsable du soutien «Jour J» (2003)

Expérience électorale au Bloc québécois dans Saint-Jean
- Directeur des communications (2008)
- Support au directeur de l'organisation (2008)
- Directeur des communications (2006)
- Support à la directrice de l'organisation (2006)
- Directeur d'organisation de campagne (2004)
- Adjoint à la campagne jeune (2000)
- Militant (pointage, accompagnement, affichage) (2000)

## Implication communautaire
- Membre de la Chambre de commerce du Haut-Richelieu (depuis 2006)
- Membre du conseil d'administration d'Éco-Train Saint-Jean-sur-Richelieu (2008)
- Responsable du comité des communications et de la visibilité d'Éco-Train Saint-Jean-sur-Richelieu (2008)

## Résultats électoraux
|                                                                                               | Nom                     | Parti               | Nombre de voix | %      | Maj.  |
| --------------------------------------------------------------------------------------------- | ----------------------- | ------------------- | -------------- | ------ | ----- |
|                                                                                               | Louis Lemieux           | Coalition avenir    | 16 789         | 39,5 % | 3 618 |
|                                                                                               | Dave Turcotte (sortant) | Parti québécois     | 13 171         | 31 %   | -     |
|                                                                                               | Simon Lalonde           | Québec solidaire    | 6 137          | 14,4 % | -     |
|                                                                                               | Vanessa Parent          | Libéral             | 4 946          | 11,6 % | -     |
|                                                                                               | Véronique Langlois      | Vert                | 694            | 1,6 %  | -     |
|                                                                                               | Philippe Perreault      | Conservateur        | 368            | 0,9 %  | -     |
|                                                                                               | Louis St-Jacques        | Citoyens au pouvoir | 240            | 0,6 %  | -     |
|                                                                                               | Geneviève Ruel          | NPD Québec          | 159            | 0,4 %  | -     |
| Total                                                                                         | Total                   | Total               | 42 504         | 100 %  |       |
| Le taux de participation lors de l'élection était de 71,3 % et 809 bulletins ont été rejetés. |                         |                     |                |        |       |